# Morti nel 1205
| Questa pagina contiene informazioni ricavate automaticamente dalle voci biografiche con l'ausilio del template Bio e di un bot. L'aggiornamento è periodico e automatico e ricostruisce completamente la pagina. Se manca una persona in questa lista, sei pregato di non aggiungerla, ma accertati piuttosto che la sua voce biografica contenga il template Bio e che i dati anagrafici siano correttamente compilati. Se il template Bio manca, inseriscilo tu stesso o, in alternativa, metti l'avviso {{tmp\|Bio}} che ne segnala la mancanza. Se i dati riportati sono sbagliati, correggi direttamente la voce biografica; le modifiche saranno visibili in questa lista entro pochi giorni. Per chiarimenti vedi il progetto biografie. La lista contiene solo le 27 persone che sono citate nell'enciclopedia e per le quali è stato implementato correttamente il template Bio. Pagina aggiornata al 18 ago 2025. |

- 19 marzo - Costantino XI Lascaris, imperatore bizantino
- 1º aprile - Amalrico II di Lusignano, sovrano
- 5 aprile - Isabella di Gerusalemme, sovrana (n. 1172)
- 14 aprile - Garnier de Traînel, vescovo cattolico francese
- 15 aprile - Luigi di Blois, conte
- 7 maggio - Ladislao III d'Ungheria, re ungherese
- 28 maggio - Ubaldesca Taccini, religiosa italiana (n. 1136)
- 14 giugno - Gualtieri III di Brienne, conte francese
- 19 giugno - Roman Mstislavič, principe
- 4 luglio - Ottone II di Brandeburgo, nobile (n. 1147)
- 13 luglio - Hubert Walter, vescovo cattolico e politico inglese
- 2 agosto - Giovanna d'Aza, nobile spagnola (n. 1135)
- 3 settembre - Pietro di Poitiers, teologo francese
- Anna di Turov, nobile
- Arnoldo I di Altena, nobile tedesco (n. 1166)
- Baldovino I di Costantinopoli, conte (n. 1172)
- Enrico Dandolo, politico e militare italiano
- Giovanna I di Borgogna, contessa (n. 1191)
- Hatakeyama Shigeyasu, militare giapponese
- Hatakeyama Shigetada, militare giapponese (n. 1164)
- Nicolas de Verdun, orafo e scultore francese (n. 1130)
- Pietro, vescovo cattolico italiano
- Sibilla di Medania, regina
- Takanobu, pittore e poeta giapponese (n. 1142)
- Graziano da Pisa, cardinale italiano
- Elisabetta di Courtenay, nobile francese
- Žvelgaitis, duca lituano